# The Musketeers

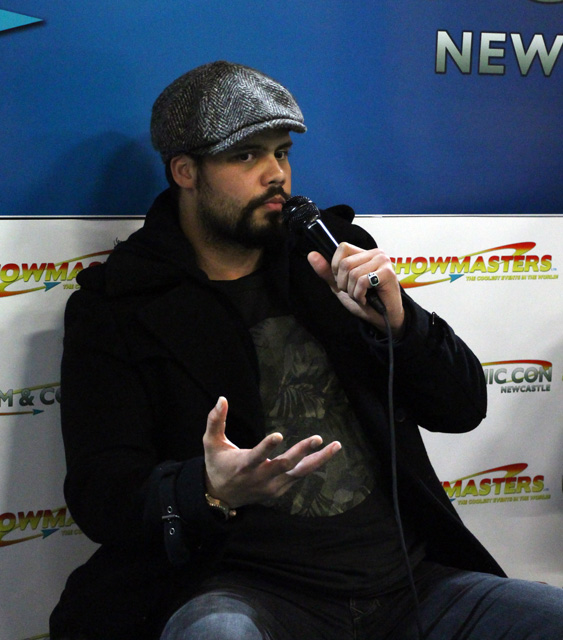
Imagen de la persona

The Musketeers (en español: Los Mosqueteros) es una serie televisiva de drama de acción de la BBC basado en los personajes de la novela de Alexandre Dumas, Los tres mosqueteros, y coproducido por BBC America y BBC Worldwide. El primer episodio fue mostrado en BBC One el 19 de enero de 2014. Es protagonizada por Tom Burke como Athos, Santiago Cabrera como Aramis, Howard Charles como Porthos, Luke Pasqualino como D'Artagnan, Tamla Kari como Constance, Maimie McCoy como Milady de Winter, Ryan Gage como el rey Luis XIII y Alexandra Dowling como Ana de Austria, reina consorte de Francia. También cuenta con Peter Capaldi como el Cardenal Richelieu en la primera temporada y Marc Warren como Conde de Rochefort en la segunda temporada.
Jessica Pope y Adrian Hodges producen el programa para BBC. El programa es en gran parte filmado en la República Checa. En febrero de 2015, se anunció que la serie había sido renovada para una tercera temporada, que fue anunciada en abril de 2016 para ser la última. La tercera temporada se estrenó primero en varios países, antes de estrenarse en el Reino Unido el 28 de mayo de 2016 y concluir el 1 de agosto de 2016.

## Sinopsis
En 1630 en París, Athos, Aramis y Porthos son un grupo de mosqueteros altamente entrenados, comandados por el capitán Treville, que se encuentran con d'Artagnan, un hábil muchacho de granja con la esperanza de convertirse en mosquetero. La serie los sigue mientras luchan por proteger al Rey y al país.

## Personajes

### Principales
- Tom Burke (actor) como Athos.
- Santiago Cabrera como Aramis.
- Peter Capaldi como Cardenal Richelieu (temp. 1)
- Howard Charles (actor) como Porthos.
- Alexandra Dowling como Reina Anne.
- Ryan Gage como Rey Louis XIII.
- Tamla Kari como Constance Bonacieux.
- Maimie McCoy como Milady de Winter.
- Luke Pasqualino como D'Artagnan.
- Hugo Speer como Capitán Treville.
- Marc Warren como Conde de Rochefort (temp. 2)
- Matthew McNulty como Lucien Grimaud (temp. 3)
- Rupert Everett como Marquis de Feron (temp. 3)

### Recurrentes
- Bohdan Poraj como Bonacieux (temp. 1–2)
- Charlotte Salt como Marguerite (temp. 2)
- Ed Stoppard como Lemay (temp. 2)
- Will Keen como Perales (temp. 2)
- Thalissa Teixeira como Sylvie (temp. 3)
- Matt Stokoe como Capitán Marcheaux (temp. 3)
- Andre Flynn como Gaston (temp. 3)

## Episodios
- La primera temporada estuvo conformada por 10 episodios.
- La segunda temporada también estuvo conformada por 10 episodios.
- La tercera temporada estuvo conformada por 10 episodios.

## Premios y nominaciones
| Año  | Categoría         | Premio          | Nominado (a)   | Resultado |
| ---- | ----------------- | --------------- | -------------- | --------- |
| 2015 | Best Drama Series | TV Choice Award | The Musketeers | Nominado  |

## Producción

### Concepción
BBC había estado desarrollando la idea de una nueva serie basada en The Three Musketeers ya desde 2007, cuando el proyecto fue concebido como un espectáculo del sábado por la noche para transmitirse entre la serie de Doctor Who. La producción final de la serie finalmente se anunció en 2012, con Adrian Hodges a cargo del proyecto.

### Rodaje
París no fue considerada como un lugar de rodaje porque a lo largo de las décadas, el desarrollo había devaluado la arenosa arquitectura deseada. Dublín también fue considerado antes de establecerse en Chequia, que sufrió poco daño durante las dos guerras mundiales. Muchos edificios históricos estaban intactos y casas de propiedades privadas fueron alquiladas para la filmación.
El rodaje de la serie tuvo lugar principalmente en Doksany, a 30 kilómetros al noroeste de Prague, donde se construyó una plaza parisina, varias calles y la guarnición de los mosqueteros. Un convento en desuso fueron set adicionales construidos, incluyendo tabernas, dormitorios y mortuorios.

### Casting
Durante la filmación de la primera temporada Peter Capaldi descubrió que le habían dado el papel de Duodécimo Doctor en Doctor Who. La productora ejecutiva del programa, Jessica Pope, comentó que tendrían que "recalibrar" los planes para una segunda temporada, con el fin de dar cabida a Capaldi que ahora no puede volver a representar su papel. Marc Warren se unió al elenco para la segunda temporada. The Musketeers se planeó originalmente para ser transmitido en 2013, pero se retrasó más tarde hasta 2014.

## DVD
| Nombre                | Nro. de episodios | DVD                   | DVD                  | DVD                   | Blu-ray               | Blu-ray              |
| Nombre                | Nro. de episodios | Región 1              | Región 2             | Región 4              | Región A              | Región B             |
| --------------------- | ----------------- | --------------------- | -------------------- | --------------------- | --------------------- | -------------------- |
| Temporada 1           | 10                | 26 de agosto de 2014  | 31 de marzo de 2014  | 6 de agosto de 2014   | 26 de agosto de 2014  | 31 de marzo de 2014  |
| Temporada 2           | 10                | 21 de abril de 2015   | 6 de abril de 2015   | 15 de abril de 2015   | 21 de abril de 2015   | 6 de abril de 2015   |
| Temporada 1 & 2       | 20                |                       | 6 de abril de 2015   | 15 de abril de 2015   |                       | 6 de abril de 2015   |
| Temporada 3           | 10                | 11 de octubre de 2016 | 15 de agosto de 2016 | 19 de octubre de 2016 | 11 de octubre de 2016 | 15 de agosto de 2016 |
| La colección completa | 30                |                       | 15 de agosto de 2016 | 19 de octubre de 2016 |                       | 15 de agosto de 2016 |